# 蜂猴屬
蜂猴屬（学名 Loris），靈長目懶猴科的一屬，原产于印度和斯里兰卡。它们棲息在热带雨林、灌木丛、半落叶林和沼泽中。蜂猴屬动物的寿命约为15年，并且經常在夜间活动。它們通常以昆虫、爬行动物、嫩枝和果实为食。

## 下属物种
本属包括以下物种：
- Loris lori Cabera, 1908
- Loris lydekkerianus Cabrera, 1908[1]
- 蜂猴 Loris tardigradus (Linnaeus, 1758)